# 青野螟属
青野螟属（学名：Spoladea）为 草螟科的一个属。

## 下属物种
本属包括以下物种：
- Spoladea mimetica Munroe, 1974
- 甜菜青野螟 Spoladea recurvalis (Fabricius, 1775)